# Бюльбюль темнолобий
Бюльбю́ль темнолобий (Arizelocichla nigriceps) — вид горобцеподібних птахів родини бюльбюлевих (Pycnonotidae). Мешкає в Кенії і Танзанії.

## Підвиди
Виділяють два підвиди:
- A. n. nigriceps (Sharpe, 1900) — південна Кенія і північна Танзанія;
- A. n. usambarae Moreau, 1941 — південно-східна Кенія і північно-східна Танзанія.

За результатами молекулярно-генетичних досліджень улугуруйського, чорнобрового, танзанійського і угандійського бюльбюля, які раніше вважвлися підвидами темнолобого бюльбюля, було визнано окремими видами.

## Поширення і екологія
Темнолобі бюльбюлі живуть в гірських тропічних лісах і високогірних чагарникових заростях.